# Tragocephala formosa
Tragocephala formosa là một loài bọ cánh cứng trong họ Cerambycidae.